# لشكر طيبة
لشكر طيبة (بالأردية: لشكرِ طیبہ) هي جماعة جهادية باكستانية، تأسست في تسعينيات القرن الماضي على يد حافظ محمد سعيد.
في منتصف التسعينيات، كان مقر المنظمة في مدينة موريدكي قرب لاهور، وأشارت تقديرات في ذلك الوقت إلى أن عدد مقاتليها لا يقل عن ستة آلاف. صنفتها الولايات المتحدة، منذ آواخر عام 2001 م، على أنها منظمة إرهابية.
في عام 2008 قامت هذه الجماعة بهجمات بومباي ونتيجة لذلك فقد عرضت الولايات المتحدة مكافأة قدرها 10 ملايين دولار مقابل رأس حافظ سعيد مؤسس الحركة لدوره في هجمات مومباي عام 2008 والتي قتل فيها 164 مدنيا بما في ذلك 6 مواطنين أمريكيين.